# Tomas Hansson
Tomas Olof Hansson, född 1 oktober 1964 i Huddinge, är en svensk kristdemokratisk politiker.
2007–2014 var Hansson kommunalråd i Huddinge kommun med samordningsansvar för miljö, samhällsbyggnad och trafik samt samhällsbyggnadsnämndens ordförande och andre vice ordförande i kommunstyrelsen. År 2002 blev han deltidsarvoderat kommunalråd och under perioden 2003–2006 var han deltidsarvoderat oppositionsråd.